# Doulaincourt-Saucourt

Doulaincourt-Saucourt este o comună în departamentul Haute-Marne din nord-estul Franței. În 2009 avea o populație de 950 de locuitori.

## Evoluția populației
| An        | 1975  | 1982  | 1990  | 1999  | 2006 | 2009 |
| --------- | ----- | ----- | ----- | ----- | ---- | ---- |
| Populație | 1.242 | 1.218 | 1.135 | 1.003 | 968  | 950  |